# Syntomus lancerotensis
Syntomus lancerotensis es una especie de escarabajo de la familia Carabidae.

## Distribución geográfica
Es endémica del oriente de las islas Canarias (España).